# トトロ (小惑星)
トトロ（10160 Totoro）は、小惑星帯に位置する小惑星。1994年12月31日に群馬県大泉町で小林隆男が発見した。
宮崎駿監督のアニメ映画『となりのトトロ』から命名された。